# Universidad de St. Andrews (Carolina del Norte)
St. Andrews University es una universidad presbiteriana privada en Laurinburg, Carolina del Norte . Se estableció en 1958 como resultado de la fusión de Flora MacDonald College en Red Springs y Presbyterian Junior College; se llamó St. Andrews Presbyterian College desde 1960 hasta 2011, cuando la universidad cambió su nombre a St. Andrews University. Ese mismo año, se fusionó con la Universidad Internacional Webber de Babson Park (Florida). En la universidad se encuentra la St. Andrews Press. En 2013, St. Andrews agregó su primer programa de posgrado, un MBA en administración de empresas. 

## Historia

### Carta (1958) y apertura (1961)
La institución fue fundada en 1958, establecida como resultado de la fusión de Flora MacDonald College en Red Springs (est. 1896) y Presbyterian Junior College en Maxton (est. 1928). La nueva universidad fue nombrada St. Andrews Presbyterian College el 23 de septiembre de 1960. El nombre reflejaba su herencia presbiteriana escocesa y la identificaba con la Universidad de St Andrews en Escocia. Se llevó a cabo una ceremonia inaugural el 15 de abril de 1959, seguida poco después por la construcción de un campus en un lugar de 800 acres en el lado sur de Laurinburg . St. Andrews realizó una convocatoria de apertura y las clases comenzaron el 22 de septiembre de 1961 con 750 estudiantes. Inusual para su época, el campus fue diseñado para ser accesible y sin obstáculos para los estudiantes con discapacidades físicas. Se habían completado diez edificios para la apertura de la universidad en 1961, incluido el Edificio Académico y el Edificio Vardell, el Centro de Estudiantes, un edificio de mantenimiento y seis residencias estudiantiles nombradas para presbiterios en el Sínodo de Carolina del Norte.